# Villers-sous-Foucarmont
Villers-sous-Foucarmont és un municipi francès situat al departament del Sena Marítim i a la regió de Normandia. L'any 2007 tenia 201 habitants.

## Demografia

### Població
El 2007 la població de fet de Villers-sous-Foucarmont era de 201 persones. Hi havia 81 famílies de les quals 20 eren unipersonals (4 homes vivint sols i 16 dones vivint soles), 24 parelles sense fills i 37 parelles amb fills.
La població ha evolucionat segons el següent gràfic:
Habitants censats

### Habitatges
El 2007 hi havia 89 habitatges, 81 eren l'habitatge principal de la família, 3 eren segones residències i 4 estaven desocupats. Tots els 89 habitatges eren cases. Dels 81 habitatges principals, 63 estaven ocupats pels seus propietaris, 15 estaven llogats i ocupats pels llogaters i 3 estaven cedits a títol gratuït; 3 tenien dues cambres, 10 en tenien tres, 30 en tenien quatre i 39 en tenien cinc o més. 79 habitatges disposaven pel capbaix d'una plaça de pàrquing. A 31 habitatges hi havia un automòbil i a 44 n'hi havia dos o més.

### Piràmide de població
La piràmide de població per edats i sexe el 2009 era:
| Homes | Edats   | Dones |
| ----- | ------- | ----- |
| 0     | 95 o +  | 0     |
| 0     | 90 a 94 | 0     |
| 4     | 85 a 89 | 4     |
| 0     | 80 a 84 | 0     |
| 0     | 75 a 79 | 0     |
| 4     | 70 a 74 | 0     |
| 0     | 65 a 69 | 4     |
| 16    | 60 a 64 | 4     |
| 0     | 55 a 59 | 16    |
| 4     | 50 a 54 | 0     |
| 8     | 45 a 49 | 8     |
| 12    | 40 a 44 | 8     |
| 12    | 35 a 39 | 8     |
| 4     | 30 a 34 | 12    |
| 4     | 25 a 29 | 0     |
| 4     | 20 a 24 | 16    |
| 16    | 15 a 19 | 4     |
| 4     | 10 a 14 | 12    |
| 12    | 5 a 9   | 4     |
| 4     | 0 a 4   | 0     |

## Economia
El 2007 la població en edat de treballar era de 138 persones, 106 eren actives i 32 eren inactives. De les 106 persones actives 94 estaven ocupades (56 homes i 38 dones) i 12 estaven aturades (5 homes i 7 dones). De les 32 persones inactives 6 estaven jubilades, 9 estaven estudiant i 17 estaven classificades com a «altres inactius».

### Ingressos
El 2009 a Villers-sous-Foucarmont hi havia 82 unitats fiscals que integraven 208,5 persones, la mediana anual d'ingressos fiscals per persona era de 16.660 €.

### Activitats econòmiques
Dels 8 establiments que hi havia el 2007, 4 eren d'empreses de construcció, 1 d'una empresa de comerç i reparació d'automòbils, 1 d'una empresa immobiliària i 2 d'empreses de serveis.
Dels 4 establiments de servei als particulars que hi havia el 2009, 1 era un paleta, 1 guixaire pintor i 2 lampisteries.
L'any 2000 a Villers-sous-Foucarmont hi havia 8 explotacions agrícoles que ocupaven un total de 445 hectàrees.

## Equipaments sanitaris i escolars
El 2009 hi havia una escola elemental integrada dins d'un grup escolar amb les comunes properes formant una escola dispersa.

## Poblacions més properes
El següent diagrama mostra les poblacions més properes.